# 顏升邦
顏升邦，台灣政治人物，國立政治大學政治系畢業，上海復旦大學國際關係與公共事務學院博士，研究方向包括全球化理論、中國外交戰略及兩岸關係，為第一位取得中國大陸博士學位的民進黨政治人物。
1997年擔任民進黨台北市黨部選舉對策委員會委員，1998年於陳水扁競選臺北市長競選總部擔任研究部主任，兼任戰情中心召集人；1999年擔任福爾摩沙基金會研究員，2000年出任陳水扁總統競選總部新聞中心主任，暨危機處理小組成員。2001年受邀出任《Taiwan News》特約撰述，並擔任羅文嘉立法委員競選辦公室執行長。2002年出任立法委員羅文嘉辦公室首席顧問，並擔任李應元臺北市長競選總部執行秘書兼行政部主任。
2003年協助創辦凱達格蘭學校並出任教學發展部主任，後升任執行長。
2006年出任海基會綜合處副處長、代處長，文化處副處長，並兼任交流雜誌總編輯。
2008年因政黨輪替離職從商後，曾任網路媒體NOWnews資深副總經理兼副總編輯。